# Giuseppe Passalacqua
Giuseppe Passalacqua, nome completo Giuseppe Luigi Passalacqua, marchese di Villalvernia (Tortona, 9 dicembre 1794 – Novara, 23 marzo 1849), è stato un generale italiano, primo militare ad essere insignito della medaglia d'oro al valor militare alla memoria durante le guerre risorgimentali.

## Biografia
Nacque a Tortona il 9 dicembre 1794, figlio di Luigi Matteo Passalacqua, Marchese di Villalvernia, e di Vittoria Garetti di Ferrero. Dopo i primi studi di legge intraprese la carriera militare sotto l'Impero napoleonico, che proseguì anche dopo il ritorno al potere dei Savoia. Nel 1822 fu insignito del titolo di Cavaliere dell'Ordine dei Santi Maurizio e Lazzaro, divenendo poi Primo Scudiero della Regina e Tenente Colonnello delle Guardie del Corpo di Sua Maestà Re Carlo Alberto. Ricoprì a lungo l'incarico di consigliere comunale della sua città natale, anche se partecipava di rado alle sedute del consiglio, in quanto per il suo incarico, risiedeva a Torino.
Nel 1848, allo scoppio della prima guerra di indipendenza, ricopriva il grado di Maggior generale. Dopo l'occupazione della Lombardia rappresentò, come uomo di fiducia di Carlo Alberto, il Re presso il governo provvisorio di Milano dopo le cinque giornate, assumendo successivamente il comando della Brigata di fanteria "Casale", che combatté a Goito e a Santa Lucia, nei pressi di Verona.
Alla ripresa delle ostilità con l'Austria, nel marzo del 1849, comandava la Brigata "Piemonte", che faceva parte della IV Divisione al comando del Duca di Genova, posizionata sul confine del Ticino. Dopo alcuni combattimenti a Mortara ed a Vigevano, il 21 marzo si trovava alla Bicocca alle porte di Novara, in riserva alla III Divisione del generale Ettore Perrone di San Martino. Il 23 marzo, durante la battaglia di Novara, un colpo di fucile, sparato dalla vicina cascina Galvagna, lo colpì mortalmente al fianco sinistro, mentre comandava personalmente il 3° Reggimento fanteria nel tentativo di arrestare l'avanzata nemica. Il re Carlo Alberto lo insignì inizialmente di Medaglia d'argento al valor militare, successivamente trasformata in Medaglia d'oro, la prima concessa nelle guerre risorgimentali. La sua salma fu poi sepolta nella cappelletta del Castello di Villalvernia dove ancora oggi si trova. La città di Tortona ha ricordato il Generale Passalacqua intitolandogli la grande caserma di Corso Alessandria, così come la città di Novara che gli ha intitolato anch'essa una caserma.

### Periodici
- Cronache dalle Federazioni, in Il Nastro Azzurro, n. 4, Roma, Istituto del Nastro Azzurro, luglio-agosto 2010,  p. 41.
- Il Generale Giuseppe Luigi Passalacqua, in Il Nastro Azzurro, n. 1, Roma, Istituto del Nastro Azzurro, gennaio-febbraio 2011,  pp. 20-21.